# Масленикова Ольга Купріянівна
Ольга Купріянівна Масленикова (нар. 29 квітня 1956, місто Харків) — українська радянська діячка, розкрійниця Харківської швейної фабрики імені Тинякова. Депутат Верховної Ради УРСР 11-го скликання.

## Біографія
Освіта середня.
З 1974 року — контролер, розкрійниця Харківської швейної фабрики імені Тинякова.
Потім — на пенсії в місті Харкові.

## Нагороди
- ордени
- медалі